# Jørgen Kosmo
Jørgen Kosmo (ur. 5 grudnia 1947 w Fauske, zm. 24 lipca 2017) – norweski polityk, minister i parlamentarzysta, w latach 2001–2005 przewodniczący Stortingu, działacz Partii Pracy.

## Życiorys
W 1968 zdał tzw. egzamin artium, był wykwalifikowanym cieślą. Do 1979 zatrudniony jako robotnik budowlany. Zaangażował się w działalność polityczną, dołączając do Partii Pracy. W latach 1975–1979 zasiadał w radzie miejscowości Horten. Następnie pełnił tamże funkcje zastępcy burmistrza (1979–1983) oraz burmistrza (1983–1985).
W latach 1981–1985 był zastępcą poselskim. W 1985 po raz pierwszy uzyskał mandat posła do Stortingu. Z powodzeniem ubiegał się o reelekcję w wyborach w 1989, 1993, 1997 i 2001. Kilkukrotnie wchodził w skład norweskiego rządu. Od kwietnia 1993 do października 1997 zajmował stanowisko ministra obrony, od stycznia do lutego 1997 jednocześnie tymczasowo kierował resortem sprawiedliwości. W marcu 2000 został ministrem pracy i administracji rządowej, pełnił tę funkcję do października 2001. Następnie do września 2005 był przewodniczącym norweskiego parlamentu. Po odejściu ze Stortingu od 2006 do 2013 był audytorem generalnym, kierując najwyższym norweskim urzędem do spraw kontroli państwowej.
Odznaczony Krzyżem Wielkim Orderu Świętego Olafa (2005).